# Anatomia
Anatomia (z gr. anatomē „sekcja (zwłok), krajanie” od anatémnein „pociąć”) – dział biologii, nauka zajmująca się badaniem budowy organizmów. Przedmiotem zainteresowania różnych działów anatomii jest badanie położenia, kształtu, składu oraz ewolucji narządów, tkanek i komórek.
Ze względu na grupę badanych organizmów dzieli się anatomię na takie działy jak:
- anatomia roślin
- anatomia zwierząt
  - anatomia człowieka

Ze względu na skalę, w jakiej prowadzi się obserwacje, wyróżnia się takie działy jak:
- anatomia mikroskopowa[5]
- anatomia makroskopowa[5]

Ze względu na stan zdrowia badanych organizmów dzieli się anatomię na takie działy jak:
- anatomia prawidłowa[5]
- patomorfologia (anatomia patologiczna)[5]

Ponadto wyróżnia się takie działy jak:
- anatomia porównawcza[3][5]
- anatomia opisowa[3][5]
- anatomia radiologiczna[6]
- anatomia topograficzna[5]
- anatomia plastyczna[5]